# Trikotová vazba pletenin

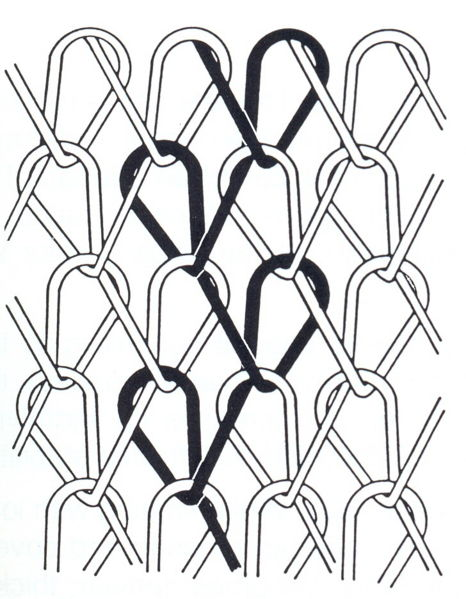
Schéma uzavřené trikotové vazby

Trikot je jedna ze základních vazeb osnovních pletenin.
Vzniká střídavým kladením nitě na dvě sousední jehly. Textilní plocha se tvoří spojením platinových obloučků oček. Trikotová vazba může být otevřená nebo uzavřená.
Trikot se vyrábí na jednolůžkových osnovních stávcích (kterým se říká také trikotové) a rašlech.
Na strojích se dvěma kladecími přístroji se trikot často spojuje s jinými vazebními technikami a tak vznikají například kombinace:
- Trikot/suknová vazba (šarmé) – pletenina se používá na dámské spodní prádlo, halenky a košile
- Dvojitý trikot – se vyrábí nejčastěji v uzavřeném kladením s protichůdným směrem obou částí vazby.

Pletenina má sklon k proužkování, používá se na podšívkovinu a jemné dámské prádlo.
- Dvouočkový trikot (osnovní kepr)
- Trikot se saténem – (proti sobě kladené vazby) se nejčastěji používá na košiloviny
- Trikot se sametem – Dlouhá podkládaná očka sametové vazby zůstávají na rubní straně. Smyčky se při následujícím počesávání pleteniny vytahují a vytváří na povrchu velurový vlas.

Zboží se používá hlavně na dekorace a nábytkové potahy, známé je také použití na svrchní ošacení a technické účely.

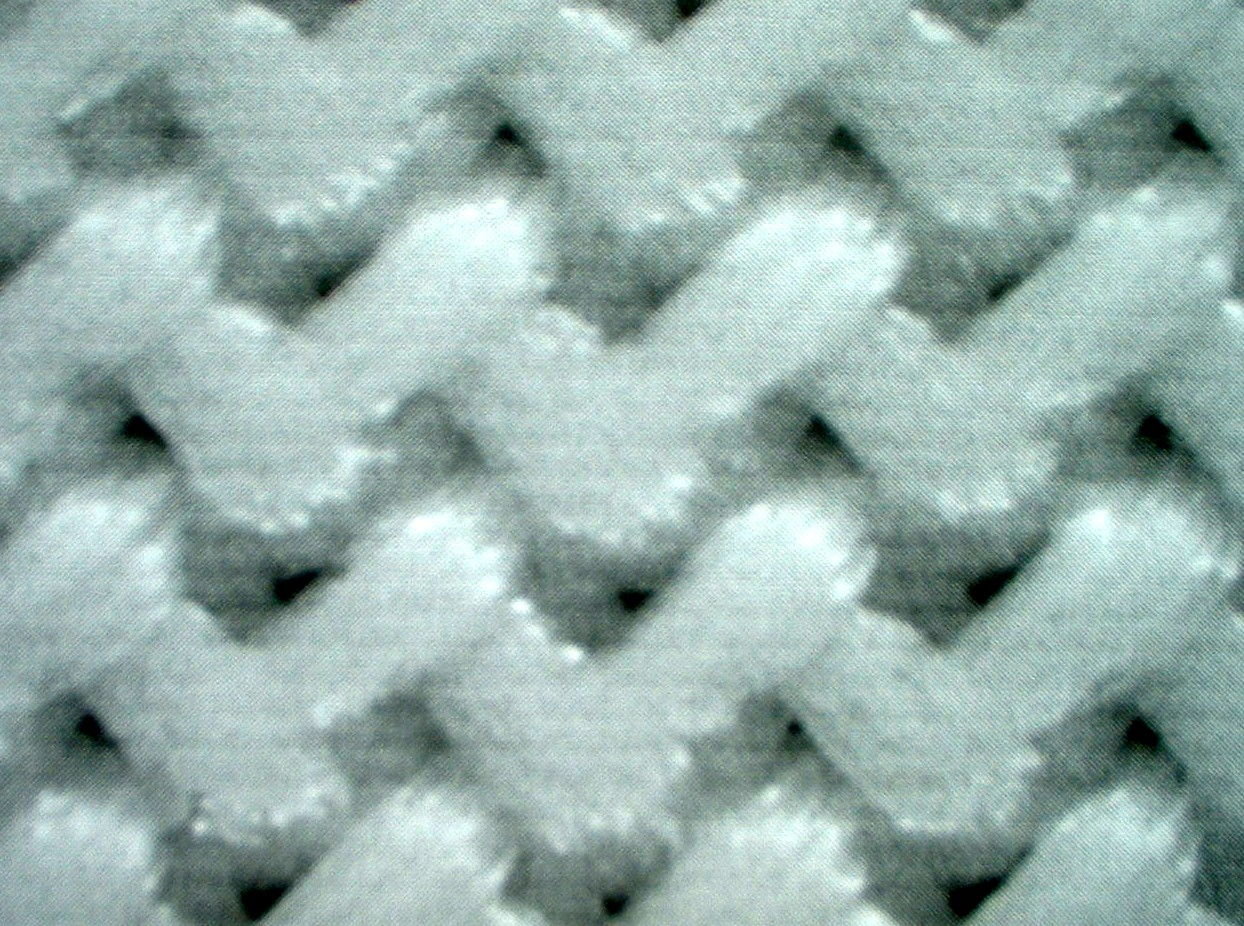
Detail pleteniny s otevřenou trikotovou vazbou

- Kombinace trikotu s vazbou kepr/trikot se často používá při zpracování elastických přízí. Do jednoho kladecího přístroje se navádí elastická příze, zatímco druhý přístroj klade hladké filamenty.

Nejčastější použití: plavky a dámské spodní prádlo.
Trikotová vazba tkanin je druh vazby na způsob nepravé perlinky. Vazba sestává z více než dvou systémů nití, zhotovují se s ní duté tkaniny s omezenou roztažností. Jeden z druhů tohoto zboží se nazývá trikotýn. Je to lehce elastická tkanina s viditelným diagonálními řádky.